# 山田加奈子
山田 加奈子（やまだ かなこ、1971年6月20日 - ）は、日本の政治家。東京都北区長（1期）。元東京都議会議員（2期）、元北区議会議員（4期）。

## 来歴
東京都北区の電気店に生まれる。北区立滝野川第三小学校、北区立王子中学校（現・北区立王子桜中学校）、東京都立高島高等学校を経て、大妻女子大学短期大学部家政科食物学科卒。卒業後は三井海上火災保険（現・三井住友海上火災保険）に勤務し、その後独立して損保代理店を開く。
2007年に北区議会議員に当選。4期務め、議長、監査委員を務めた。2020年の東京都議会議員補欠選挙に自由民主党公認で立候補し、当選。2021年の東京都議会議員選挙で再選。都議を2期務める。
2023年4月の北区長選挙に立候補し、48,308票を獲得、6選を目指した現職の花川與惣太を破って初当選した。北区では初の女性区長となった。